# Cymodusa parva
Cymodusa parva là một loài tò vò trong họ Ichneumonidae.